# Dinglishna Hills
Dinglishna Hills est une zone non incorporée d'Alaska aux États-Unis dans le Borough de Matanuska-Susitna située entre la rivière Susitna et Alexander Creek, à 30 milles (48 km) d'Anchorage, au sud-ouest de Susitna.
Elle est accessible par hydravions l'été et motoneige l'hiver ainsi que par bateau l'été à partir de Willow Creek  sur la George Parks Highway.